# Gülyanaq Məmmədova

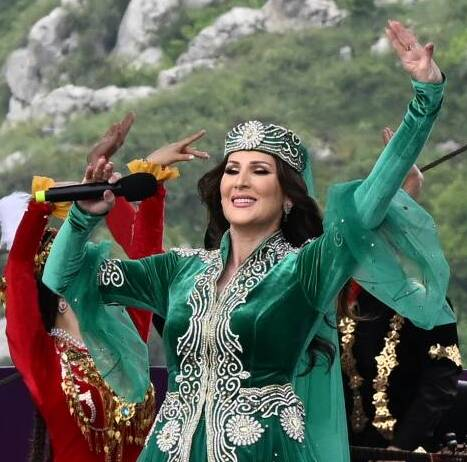
Gülyanaq Məmmədova

Gülyanaq Zakir qızı Məmmədova (russisch Мамедова, Гюльянаг Закир кызы, geb. 10. Juni 1973) ist eine aserbaidschanische Sängerin und Solistin des Aserbaidschanischen Staatlichen Liedtheaters „Rəşid Behbudov“.

## Leben
Gülyanaq Zakir qızı Məmmədova wurde am 10. Juni 1973 in dem Dorf Böyük-Dəhnə, Bezirk Şəki in der Aserbaidschanischen SSR geboren. Von 1980 bis 1990 besuchte sie die Mittelschule Nr. 1 in Böyük-Dəhnə. Von 1992 bis 1996 studierte sie Musik am Musikcollege des Aserbaidschanischen Nationalkonservatoriums. Von 1996 bis 2000 absolvierte sie ein Schauspielstudium an der Fakultät für Schauspiel der Aserbaidschanischen Staatlichen Universität für Kultur und Kunst und erwarb den Abschluss „Schauspielerin für Musiktheater und Film“ (musiqili teatr və kino aktyoru). Im Jahr 2002 beendete sie ihr Studium mit einem Master-Abschluss.
Seit 1993 arbeitet sie als Sängerin im Aserbaidschanischen Staatlichen Liedtheater „Rəşid Behbudov“. Von 1995 bis 1997 trat sie beim „Malmö“-Festival in der schwedischen Stadt Malmö auf. Sie gab Solokonzerte in Stockholm und Göteborg, auf der Expo 2000 in Hannover, Deutschland, und 2000 beim Festival „Bosporus“ in der Türkei, in Istanbul und Ankara.
Im Jahr 2002 vertrat sie Aserbaidschan in Straßburg, Frankreich, anlässlich des ersten Jahrestages des Beitritts Aserbaidschans zum Europarat. Im Jahr 2002 tourte sie mit Konzerten in Österreich, Russland und der Ukraine. Von 2002 bis 2003 vertrat sie die aserbaidschanische Nationalkultur in Moskau während der „Tage der aserbaidschanischen Kultur“. Sie nahm an ähnlichen Veranstaltungen in der Ukraine, Belarus und Deutschland teil. Im Jahr 2004 trat sie zum Nouruz-Fest in Jekaterinburg auf, 2005 in Chișinău und Wien. Im Jahr 2006 fand ein Konzert mit ihrer Teilnahme in Nakhichevan statt.

## Ehrungen
- Volkskünstler Aserbaidschans (2014)
- Volkskünstler Usbekistans (2022)[4]